# Discografia di Lady Gaga
La discografia di Lady Gaga, cantautrice pop statunitense, è costituita da otto album in studio, quattro raccolte, due colonne sonore, quattro EP, oltre quaranta singoli (inclusi cinque come artista duettante), sette singoli promozionali, tre DVD e oltre trenta video musicali.
Fino a gennaio 2016 è stato stimato che la cantante ha venduto 27 milioni di album e 146 milioni di singoli nel mondo. Prima della pubblicazione di Applause, la rivista statunitense Billboard ha stimato un totale di 46 322 000 di singoli della cantante in madrepatria. Nielsen, invece, nel 2017 ha stimato che le vendite dei suoi album nel paese ammontassero a circa 16,8 milioni di copie combinate con lo streaming. In base alle certificazioni, in Italia la cantante ha complessivamente venduto, sino a maggio 2023, oltre 545 000 copie dei suoi album e 1 615 000 dei suoi singoli. Ha, inoltre, venduto oltre 7 milioni di singoli nel Regno Unito fino al 2012.
Gaga ha fatto il suo debutto sulle scene musicali nell'agosto 2008 con l'album in studio The Fame, album che ha tratto ispirazione dalla musica degli anni ottanta ed ha incorporato la musica dance. The Fame ha raggiunto il secondo posto negli Stati Uniti, dove è stato certificato sei volte disco di platino, e ha ottenuto un grandissimo successo anche in Europa, dove ha raggiunto il primo posto in Germania e nel Regno Unito. I primi due singoli estratti dall'album, Just Dance e Poker Face, entrambi successi mondiali, hanno raggiunto il primo posto in Australia, Canada, Regno Unito e Stati Uniti. Dall'album sono stati estratti altri tre singoli: Eh, Eh (Nothing Else I Can Say), LoveGame e Paparazzi; quest'ultimo ha raggiunto i primi dieci posti in molti Stati nel mondo nonché il primo in Germania.
Il successo commerciale e di critica del suo primo album hanno portato alla creazione di una edizione deluxe intitolata The Fame Monster che è stata infine messa in commercio come EP indipendente nel novembre 2009. Ha raggiunto la prima posizione in Australia e la quinta negli Stati Uniti, dove è stato certificato cinque volte disco di platino. Il singolo apripista, Bad Romance, è diventato un successo internazionale, raggiungendo il primo posto in dodici paesi. I successivi singoli, Telephone e Alejandro, hanno raggiunto la top ten in molti Paesi. Sino ad aprile 2012, le vendite combinate di The Fame e The Fame Monster hanno raggiunto la soglia delle 15 milioni di copie nel mondo. Composta da diversi remix di canzoni sia da The Fame che da The Fame Monster, la prima raccolta di remix, The Remix, è stata pubblicata nel 2010. Ha raggiunto il sesto posto negli Stati Uniti ed il terzo nel Regno Unito. The Remix ha venduto oltre 500 000 copie nel mondo, rendendolo uno degli album di remix più venduto mondialmente.
Il secondo album in studio della cantante, Born This Way, è stato pubblicato a maggio 2011 ed ha raggiunto il primo posto negli Stati Uniti (grazie alle 1 108 000 copie vendute in una sola settimana) così come in altri venti stati. Da esso sono stati estratti sei singoli, il cui omonimo è diventato un successo internazionale, raggiungendo il primo posto in diciannove nazioni. Il terzo album in studio della cantante, Artpop, messo in commercio nel novembre 2013, è stato anticipato dai singoli Applause e Do What U Want. Dall'album viene poi estratto un terzo singolo, G.U.Y.. A settembre 2014 Lady Gaga e Tony Bennett hanno pubblicato l'album Cheek to Cheek che ha debuttato al primo posto nella Billboard 200 con 131 000 copie vendute (diventando il terzo album della cantante a raggiungere la prima posizione nella classifica statunitense).
Il quinto album in studio della cantante, Joanne (pubblicato nel 2016), preceduto dai singoli Perfect Illusion e Million Reasons, ha raggiunto la prima posizione della classifica statunitense grazie alla vendita di 201 000 copie nella prima settimana. Anche la colonna sonora A Star Is Born Soundtrack (2018) ha esordito al primo posto in classifica, rendendo Lady Gaga l'unica artista ad aver piazzato cinque album consecutivi al primo posto dal 2010.
Nel 2020 la cantante pubblica il sesto album in studio Chromatica, che esordisce al primo posto della classifica statunitense grazie a 274 000 copie vendute nella prima settimana. L'anno dopo è stata la volta di Love for Sale, secondo album in collaborazione con Bennett e che regala alla cantante un'altra top 10 nella Billboard 200. L'ottavo album di inediti di Lady Gaga, Mayhem, pubblicato nel 2025, frutta all'artista un'altra numero uno al suo debutto nella Billboard 200 statunitense, risultando il suo settimo progetto discografico in vetta.

## Album

### Album in studio
| Anno                                                                          | Titolo | Classifiche | Classifiche | Classifiche | Classifiche | Classifiche | Classifiche | Classifiche | Classifiche | Classifiche | Classifiche | Certificazioni |
| Anno                                                                          | Titolo | USA         | AUS         | CAN         | FRA         | GER         | IRL         | ITA         | NZL         | SWI         | UK          | Certificazioni |
| ----------------------------------------------------------------------------- | --- | ----------- | ----------- | ----------- | ----------- | ----------- | ----------- | ----------- | ----------- | ----------- | ----------- | --- |
| 2008                                                                          | The Fame - Pubblicato: 28 ottobre 2008 - Etichetta: Interscope - Formato: CD, LP, download digitale, streaming                                                     | 2           | 3           | 1           | 2           | 1           | 1           | 13          | 1           | 2           | 1           | - AUS: Platino (6) - CAN: Platino (7) - FRA: Diamante - GER: Platino (6) - IRL: Platino (9) - ITA: Platino (5) - SWI: Platino (4) - UK: Platino (11) - USA: Platino (6)              |
| 2011                                                                          | Born This Way - Pubblicato: 23 maggio 2011 - Etichetta: Interscope - Formato: CD, LP, download digitale, streaming                                                 | 1           | 1           | 1           | 1           | 1           | 1           | 1           | 1           | 1           | 1           | - AUS: Platino (3) - CAN: Platino (6) - FRA: Platino (2) - GER: Oro (3) - IRL: Platino (2) - ITA: Platino (2) - NZL: Platino (2) - SWI: Platino - UK: Platino (3) - USA: Platino (4) |
| 2013                                                                          | Artpop - Pubblicato: 11 novembre 2013 - Etichetta: Streamline, Interscope, Kon Live - Formato: CD, LP, download digitale                                           | 1           | 2           | 3           | 3           | 3           | 2           | 2           | 2           | 2           | 1           | - AUS: Oro - CAN: Platino - FRA: Platino - ITA: Oro - NZL: Oro - SWI: Platino - UK: Oro - USA: Platino                                                                               |
| 2014                                                                          | Cheek to Cheek (con Tony Bennett) - Pubblicato: 23 settembre 2014 - Etichetta: Streamline, Interscope, Columbia - Formato: CD, LP, download digitale, streaming    | 1           | 7           | 3           | 9           | 12          | 12          | 6           | 3           | 7           | 10          | - AUS: Oro - CAN: Platino - UK: Argento - USA: Oro |
| 2016                                                                          | Joanne - Pubblicato: 21 ottobre 2016 - Etichetta: Interscope - Formato: CD, LP, download digitale, streaming                                                       | 1           | 2           | 2           | 9           | 6           | 2           | 2           | 2           | 3           | 3           | - AUS: Oro - CAN: Oro - FRA: Oro - ITA: Oro - NZL: Platino - UK: Oro - USA: Platino                                                                                                  |
| 2020                                                                          | Chromatica - Pubblicato: 29 maggio 2020 - Etichetta: Interscope - Formato: CD, MC, LP, download digitale, streaming                                                | 1           | 1           | 1           | 1           | 3           | 1           | 1           | 1           | 1           | 1           | - AUS: Oro - CAN: Platino - FRA: Platino - ITA: Platino - NZL: Platino - SWI: Oro - UK: Oro - USA: Platino                                                                           |
| 2021                                                                          | Love for Sale (con Tony Bennett) - Pubblicato: 30 settembre 2021 - Etichetta: Streamline, Interscope, Columbia - Formato: CD, MC, LP, download digitale, streaming | 8           | 11          | 33          | 6           | 5           | 24          | 8           | —           | 2           | 6           | |
| 2025                                                                          | Mayhem - Pubblicato: 7 marzo 2025 - Etichetta: Interscope - Formato: CD, MC, LP, download digitale, streaming                                                      | 1           | 1           | 1           | 2           | 1           | 1           | 1           | 1           | 1           | 1           | - CAN: Oro - FRA: Oro - ITA: Oro - NZL: Oro - UK: Oro - USA: Platino |
| "—" indica una pubblicazione non classificata o non pubblicata in quel paese. | |             |             |             |             |             |             |             |             |             |             | |

### Raccolte
| Anno                                                                          | Titolo | Classifiche | Classifiche | Classifiche | Certificazioni |
| Anno                                                                          | Titolo | GRC         | ITA         | JPN         | Certificazioni |
| ----------------------------------------------------------------------------- | --- | ----------- | ----------- | ----------- | -------------- |
| 2010                                                                          | The Singles - Pubblicato: 8 dicembre 2010 - Etichetta: Universal - Formato: CD                                     | —           | —           | 166         |                |
| 2011                                                                          | Born This Way: The Collection - Pubblicato: 21 novembre 2011 - Etichetta: Streamline, Interscope - Formato: CD+DVD | 66          | 98          | —           |                |
| "—" indica una pubblicazione non classificata o non pubblicata in quel paese. | |             |             |             |                |

### Album di remix
| Anno                                                                          | Titolo | Classifiche | Classifiche | Classifiche | Classifiche | Classifiche | Classifiche | Classifiche | Classifiche | Classifiche | Certificazioni           |
| Anno                                                                          | Titolo | USA         | AUS         | CAN         | FRA         | IRL         | ITA         | JPN         | NZL         | UK          | Certificazioni           |
| ----------------------------------------------------------------------------- | --- | ----------- | ----------- | ----------- | ----------- | ----------- | ----------- | ----------- | ----------- | ----------- | ------------------------ |
| 2010                                                                          | The Remix - Pubblicato: 3 marzo 2010 - Etichetta: Streamline, Kon Live, Cherrytree, Interscope - Formato: CD, LP, download digitale    | 6           | 12          | 5           | 19          | 10          | 22          | 7           | 9           | 3           | - JPN: Platino - UK: Oro |
| 2011                                                                          | Born This Way: The Remix - Pubblicato: 18 novembre 2011 - Etichetta: Streamline, Interscope, Kon Live - Formato: CD, download digitale | 105         | 62          | 49          | 71          | —           | 89          | 14          | —           | 77          | - JPN: Oro               |
| 2021                                                                          | Dawn of Chromatica - Pubblicato: 3 settembre 2021 - Etichetta: Interscope - Formato: CD, download digitale, streaming                  | 66          | 31          | 89          | 108         | 45          | 49          | —           | 32          | 56          |                          |
| "—" indica una pubblicazione non classificata o non pubblicata in quel paese. | |             |             |             |             |             |             |             |             |             |                          |

### Colonne sonore
| Anno                                                                          | Titolo | Classifiche | Classifiche | Classifiche | Classifiche | Classifiche | Classifiche | Classifiche | Classifiche | Classifiche | Classifiche | Certificazioni |
| Anno                                                                          | Titolo | USA         | AUS         | CAN         | FRA         | GER         | IRL         | ITA         | NZL         | SWI         | UK          | Certificazioni |
| ----------------------------------------------------------------------------- | --- | ----------- | ----------- | ----------- | ----------- | ----------- | ----------- | ----------- | ----------- | ----------- | ----------- | --- |
| 2018                                                                          | A Star Is Born Soundtrack (con Bradley Cooper) - Pubblicato: 5 novembre 2018 - Etichetta: Interscope - Formato: CD, 2 LP, download digitale, streaming                                        | 1           | 1           | 1           | 1           | 4           | 1           | 4           | 1           | 1           | 1           | - AUS: Platino (3) - CAN: Platino (3) - FRA: Diamante - ITA: Platino (3) - NZL: Platino (6) - SWI: Platino - UK: Platino - USA: Platino (2) |
| 2022                                                                          | Top Gun: Maverick (Music from the Motion Picture) (con Harold Faltermeyer e Hans Zimmer) - Pubblicato: 27 maggio 2022 - Etichetta: Interscope - Formato: CD, LP, download digitale, streaming | 17          | 11          | 23          | 17          | 16          | 3           | 74          | 16          | 3           | 1           | - FRA: Platino - SWI: Oro - UK: Argento |
| 2024                                                                          | Harlequin - Pubblicato: 27 settembre 2024 - Etichetta: Interscope - Formato: CD, LP, download digitale, streaming                                                                             | 20          | 40          | 66          | 10          | 9           | 55          | 12          | 28          | 4           | 11          | |
| 2024                                                                          | Joker: Folie à Deux (Music from the Motion Picture) (con Joaquin Phoenix) - Pubblicato: 4 ottobre 2024 - Etichetta: Interscope - Formato: CD, LP, download digitale, streaming                | —           | 10          | —           | 39          | 43          | —           | 92          | —           | 21          | —           | |
| "—" indica una pubblicazione non classificata o non pubblicata in quel paese. | |             |             |             |             |             |             |             |             |             |             | |

## Extended play
| Anno                                                                          | Titolo | Classifiche | Classifiche | Classifiche | Classifiche | Classifiche | Classifiche | Classifiche | Classifiche | Certificazioni                                                              |
| Anno                                                                          | Titolo | USA         | AUS         | CAN         | FRA         | ITA         | MEX         | NZL         | UK          | Certificazioni                                                              |
| ----------------------------------------------------------------------------- | --- | ----------- | ----------- | ----------- | ----------- | ----------- | ----------- | ----------- | ----------- | --------------------------------------------------------------------------- |
| 2009                                                                          | The Cherrytree Sessions - Pubblicato: 3 febbraio 2009 - Etichetta: Streamline, Kon Live, Cherrytree, Interscope - Formato: CD, download digitale | —           | —           | —           | —           | —           | 32          | —           | —           |                                                                             |
| 2009                                                                          | Hitmixes - Pubblicato: 25 agosto 2009 - Etichetta: Universal - Formato: CD, EP                                                                   | —           | —           | 8           | —           | —           | —           | —           | —           |                                                                             |
| 2009                                                                          | The Fame Monster - Pubblicato: 18 novembre 2009 - Etichetta: Streamline, Kon Live, Cherrytree, Interscope - Formato: CD, LP, download digitale   | 5           | 1           | 6           | 13          | 2           | —           | 1           | 1           | - AUS: Platino (4) - FRA: Platino (2) - NZL: Platino (9) - USA: Platino (5) |
| 2011                                                                          | A Very Gaga Holiday - Pubblicato: 22 novembre 2011 - Etichetta: Streamline, Interscope, Kon Live - Formato: download digitale                    | 52          | —           | 74          | —           | 66          | —           | —           | —           |                                                                             |
| "—" indica una pubblicazione non classificata o non pubblicata in quel paese. | |             |             |             |             |             |             |             |             |                                                                             |

## Singoli

### Come artista principale
| Anno                                                                          | Titolo                                                | Classifiche | Classifiche | Classifiche | Classifiche | Classifiche | Classifiche | Classifiche | Classifiche | Classifiche | Classifiche | Certificazioni | Album di provenienza                            |
| Anno                                                                          | Titolo                                                | USA         | AUS         | CAN         | FRA         | GER         | IRL         | ITA         | NZL         | SWI         | UK          | Certificazioni | Album di provenienza                            |
| ----------------------------------------------------------------------------- | ----------------------------------------------------- | ----------- | ----------- | ----------- | ----------- | ----------- | ----------- | ----------- | ----------- | ----------- | ----------- | --- | ----------------------------------------------- |
| 2008                                                                          | Just Dance (feat. Colby O'Donis)                      | 1           | 1           | 1           | 14          | 10          | 1           | 36          | 3           | 8           | 1           | - AUS: Platino (12) - CAN: Platino (6) - GER: Platino (2) - ITA: Platino - NZL: Platino (4) - SWI: Platino (2) - UK: Platino (3) - USA: Diamante                    | The Fame                                        |
| 2008                                                                          | Poker Face                                            | 1           | 1           | 1           | 1           | 1           | 1           | 2           | 1           | 1           | 1           | - AUS: Platino (15) - CAN: Platino (8) - GER: Platino (4) - ITA: Platino (2) - NZL: Platino (5) - SWI: Platino (3) - UK: Platino (3) - USA: Diamante                | The Fame                                        |
| 2009                                                                          | Eh, Eh (Nothing Else I Can Say)                       | —           | 15          | 68          | 7           | —           | —           | —           | 9           | —           | —           | - AUS: Platino - NZL: Oro - USA: Oro | The Fame                                        |
| 2009                                                                          | LoveGame                                              | 5           | 4           | 2           | 5           | 7           | 30          | —           | 12          | 15          | 19          | - AUS: Platino (4) - CAN: Platino (2) - NZL: Platino - UK: Platino - USA: Platino (3)                                                                               | The Fame                                        |
| 2009                                                                          | Paparazzi                                             | 6           | 2           | 3           | 6           | 1           | 4           | 3           | 5           | 4           | 4           | - AUS: Platino (6) - GER: Platino - ITA: Platino - NZL: Platino (2) - SWI: Oro - UK: Platino (2) - USA: Platino (4)                                                 | The Fame                                        |
| 2009                                                                          | Bad Romance                                           | 2           | 2           | 1           | 1           | 1           | 1           | 1           | 2           | 2           | 1           | - AUS: Platino (11) - CAN: Platino (7) - FRA: Platino - GER: Platino - ITA: Platino (2) - NZL: Platino (4) - SWI: Platino - UK: Platino (3) - USA: Diamante         | The Fame Monster                                |
| 2010                                                                          | Telephone (feat. Beyoncé)                             | 3           | 3           | 3           | 3           | 3           | 1           | 2           | 3           | 4           | 1           | - AUS: Platino (8) - CAN: Platino (3) - FRA: Oro - GER: Oro - ITA: Platino - NZL: Platino (2) - SWI: Oro - UK: Platino (2) - USA: Platino (5)                       | The Fame Monster                                |
| 2010                                                                          | Alejandro                                             | 5           | 2           | 4           | 3           | 2           | 3           | 2           | 11          | 3           | 7           | - AUS: Platino (4) - FRA: Oro - GER: Platino - ITA: Platino (2) - NZL: Platino - SWI: Platino - UK: Platino - USA: Platino (4)                                      | The Fame Monster                                |
| 2010                                                                          | Dance in the Dark                                     | 122         | 24          | 88          | —           | —           | —           | —           | —           | —           | 89          | - AUS: Platino | The Fame Monster                                |
| 2011                                                                          | Born This Way                                         | 1           | 1           | 1           | 2           | 1           | 1           | 2           | 1           | 1           | 3           | - AUS: Platino (8) - CAN: Platino (9) - GER: Platino - ITA: Platino - NZL: Platino - SWI: Platino - UK: Platino (2) - USA: Platino (6)                              | Born This Way                                   |
| 2011                                                                          | Judas                                                 | 10          | 6           | 8           | 7           | 23          | 4           | 3           | 12          | 8           | 9           | - AUS: Platino (2) - ITA: Oro - NZL: Platino - UK: Platino - USA: Platino (2)                                                                                       | Born This Way                                   |
| 2011                                                                          | The Edge of Glory                                     | 3           | 2           | 3           | 7           | 3           | 4           | 2           | 3           | 10          | 6           | - AUS: Platino (5) - GER: Oro - ITA: Platino - NZL: Oro - SWI: Oro - UK: Platino - USA: Platino (4)                                                                 | Born This Way                                   |
| 2011                                                                          | Yoü and I                                             | 6           | 14          | 10          | 98          | 21          | 32          | 19          | 5           | 32          | 23          | - AUS: Platino (2) - NZL: Oro - UK: Argento - USA: Platino (3) | Born This Way                                   |
| 2011                                                                          | Marry the Night                                       | 29          | 88          | 11          | 50          | 17          | 24          | 40          | —           | 34          | 16          | - AUS: Platino - UK: Argento - USA: Platino | Born This Way                                   |
| 2013                                                                          | Applause                                              | 4           | 11          | 4           | 3           | 5           | 9           | 2           | 7           | 7           | 5           | - AUS: Platino (3) - CAN: Platino (5) - GER: Oro - ITA: Platino - NZL: Platino - UK: Platino - USA: Platino (4)                                                     | Artpop                                          |
| 2013                                                                          | Do What U Want (feat. R. Kelly)                       | 13          | 21          | 3           | 8           | 14          | 9           | 3           | 12          | 14          | 9           | - AUS: Platino - CAN: Oro - GER: Oro - ITA: Platino - NZL: Oro - UK: Oro - USA: Platino                                                                             | Artpop                                          |
| 2014                                                                          | G.U.Y.                                                | 76          | 88          | —           | 92          | —           | —           | 94          | —           | —           | 115         | | Artpop                                          |
| 2014                                                                          | Anthing Goes (con Tony Bennett)                       | —           | —           | —           | 178         | —           | —           | 65          | —           | —           | 174         | | Cheek to Cheek                                  |
| 2014                                                                          | I Can't Give You Anything but Love (con Tony Bennett) | —           | —           | —           | 173         | —           | —           | 76          | —           | —           | —           | | Cheek to Cheek                                  |
| 2015                                                                          | Til It Happens to You                                 | 95          | —           | 46          | 46          | —           | —           | —           | —           | —           | 171         | | /                                               |
| 2016                                                                          | Perfect Illusion                                      | 15          | 14          | 36          | 1           | 31          | 22          | 5           | 31          | 16          | 12          | - AUS: Platino - CAN: Oro - ITA: Oro - UK: Argento - USA: Oro | Joanne                                          |
| 2016                                                                          | Million Reasons                                       | 4           | 37          | 40          | 29          | 85          | 58          | 12          | —           | 7           | 39          | - AUS: Platino (4) - CAN: Oro - FRA: Platino - GER: Oro - ITA: Platino (3) - NZL: Platino (2) - UK: Platino - USA: Platino (3)                                      | Joanne                                          |
| 2017                                                                          | The Cure                                              | 39          | 10          | 33          | 112         | 57          | 24          | 36          | —           | 41          | 19          | - AUS: Platino (3) - ITA: Platino - NZL: Oro - UK: Oro - USA: Platino                                                                                               | /                                               |
| 2017                                                                          | Joanne                                                | —           | —           | —           | 190         | —           | —           | —           | —           | —           | 154         | | Joanne                                          |
| 2018                                                                          | Shallow (con Bradley Cooper)                          | 1           | 1           | 1           | 6           | 4           | 1           | 2           | 1           | 1           | 1           | - AUS: Platino (16) - CAN: Platino (8) - FRA: Diamante - GER: Platino - ITA: Platino (6) - NZL: Platino (9) - SWI: Platino (2) - UK: Platino (6) - USA: Platino (4) | A Star Is Born Soundtrack                       |
| 2018                                                                          | Always Remember Us This Way                           | 41          | 12          | 32          | 60          | 91          | 3           | 50          | 14          | 8           | 25          | - AUS: Platino (7) - FRA: Diamante - ITA: Platino (2) - NZL: Platino (6) - SWI: Oro - UK: Platino - USA: Platino                                                    | A Star Is Born Soundtrack                       |
| 2019                                                                          | I'll Never Love Again                                 | 36          | 15          | 43          | 61          | —           | 10          | 61          | —           | 14          | 27          | - AUS: Platino (3) - FRA: Diamante - ITA: Platino - NZL: Platino - UK: Platino - USA: Platino                                                                       | A Star Is Born Soundtrack                       |
| 2020                                                                          | Stupid Love                                           | 5           | 7           | 7           | 36          | 21          | 6           | 15          | 23          | 6           | 5           | - AUS: Platino (2) - CAN: Platino (2) - FRA: Platino - ITA: Oro - NZL: Oro - UK: Platino - USA: Platino                                                             | Chromatica                                      |
| 2020                                                                          | Rain on Me (con Ariana Grande)                        | 1           | 2           | 1           | 12          | 9           | 1           | 5           | 2           | 5           | 1           | - AUS: Platino (5) - CAN: Platino (2) - FRA: Oro - GER: Oro - ITA: Platino - NZL: Platino (3) - UK: Platino (2) - USA: Platino (2)                                  | Chromatica                                      |
| 2020                                                                          | 911                                                   | 101         | —           | 85          | 141         | —           | —           | 92          | —           | —           | —           | - AUS: Platino - ITA: Oro | Chromatica                                      |
| 2021                                                                          | I Get a Kick Out of You (con Tony Bennett)            | —           | —           | —           | —           | —           | —           | —           | —           | —           | —           | | Love for Sale                                   |
| 2021                                                                          | Love for Sale (con Tony Bennett)                      | —           | —           | —           | —           | —           | —           | —           | —           | —           | —           | | Love for Sale                                   |
| 2022                                                                          | Hold My Hand                                          | 49          | 29          | 25          | 32          | 72          | 49          | 57          | 33          | 5           | 24          | - AUS: Platino - CAN: Platino - FRA: Diamante - ITA: Platino - NZL: Platino - SWI: Platino - UK: Oro                                                                | Top Gun: Maverick Music from the Motion Picture |
| 2022                                                                          | Bloody Mary                                           | 43          | —           | 50          | 43          | 31          | 80          | 20          | —           | 29          | 22          | - AUS: Platino - CAN: Oro - ITA: Platino - NZL: Oro - UK: Oro | Born This Way                                   |
| 2024                                                                          | Die with a Smile (con Bruno Mars)                     | 1           | 2           | 1           | 7           | 4           | 3           | 16          | 1           | 1           | 2           | - AUS: Platino (4) - CAN: Platino - FRA: Diamante - GER: Oro - ITA: Platino - NZL: Platino (4) - SWI: Platino - UK: Platino (2)                                     | Mayhem                                          |
| 2024                                                                          | Disease                                               | 27          | 39          | 28          | 66          | 70          | 11          | 53          | —           | 27          | 7           | - CAN: Oro - FRA: Oro - UK: Argento | Mayhem                                          |
| 2025                                                                          | Abracadabra                                           | 13          | 12          | 12          | 13          | 4           | 6           | 28          | 13          | 5           | 3           | - CAN: Oro - FRA: Platino - ITA: Oro - NZL: Oro - SWI: Oro - UK: Oro                                                                                                | Mayhem                                          |
| "—" indica una pubblicazione non classificata o non pubblicata in quel paese. |                                                       |             |             |             |             |             |             |             |             |             |             | |                                                 |

### Come artista ospite
| Anno                                                                          | Titolo                                                                          | Classifiche | Classifiche | Classifiche | Classifiche | Classifiche | Classifiche | Album di provenienza |
| Anno                                                                          | Titolo                                                                          | USA         | AUS         | CAN         | IRL         | ITA         | UK          | Album di provenienza |
| ----------------------------------------------------------------------------- | ------------------------------------------------------------------------------- | ----------- | ----------- | ----------- | ----------- | ----------- | ----------- | -------------------- |
| 2009                                                                          | Chillin (Wale feat. Lady Gaga)                                                  | 99          | 29          | 73          | 19          | —           | 12          | Attention Deficit    |
| 2009                                                                          | Video Phone (Extended Remix) (Beyoncé feat. Lady Gaga)                          | 65          | 31          | —           | —           | 14          | 58          | I Am... Sasha Fierce |
| 2011                                                                          | 3-Way (The Golden Rule) (The Lonely Island feat. Justin Timberlake e Lady Gaga) | 103         | —           | —           | —           | —           | —           | The Wack Album       |
| 2011                                                                          | The Lady Is a Tramp (Tony Bennett feat. Lady Gaga)                              | 121         | —           | —           | —           | —           | 188         | Duets II             |
| 2023                                                                          | Sweet Sounds of Heaven (The Rolling Stones feat. Lady Gaga e Stevie Wonder)     | —           | —           | —           | —           | —           | —           | Hackney Diamonds     |
| "—" indica una pubblicazione non classificata o non pubblicata in quel paese. |                                                                                 |             |             |             |             |             |             |                      |

### Singoli promozionali
| Anno                                                                          | Singolo                           | Classifiche | Classifiche | Classifiche | Classifiche | Classifiche | Classifiche | Classifiche | Classifiche | Classifiche | Classifiche | Certificazioni                                            | Album di provenienza |
| Anno                                                                          | Singolo                           | USA         | AUS         | CAN         | FRA         | IRL         | ITA         | NZL         | SPA         | SWI         | UK          | Certificazioni                                            | Album di provenienza |
| ----------------------------------------------------------------------------- | --------------------------------- | ----------- | ----------- | ----------- | ----------- | ----------- | ----------- | ----------- | ----------- | ----------- | ----------- | --------------------------------------------------------- | -------------------- |
| 2008                                                                          | Beautiful, Dirty, Rich            | —           | —           | —           | —           | —           | —           | —           | —           | —           | 83          | - USA: Oro                                                | The Fame             |
| 2008                                                                          | Christmas Tree (con Space Cowboy) | —           | —           | 79          | —           | —           | —           | —           | —           | —           | —           |                                                           | /                    |
| 2011                                                                          | Hair                              | 12          | 20          | 11          | 16          | 14          | 5           | 9           | 9           | —           | 13          |                                                           | Born This Way        |
| 2013                                                                          | Venus                             | 32          | 31          | 19          | 9           | 13          | 7           | 20          | 1           | 18          | 76          |                                                           | Artpop               |
| 2013                                                                          | Dope                              | 8           | 34          | 96          | 8           | 12          | 5           | 20          | 1           | 15          | 124         |                                                           | Artpop               |
| 2016                                                                          | A-Yo                              | 66          | —           | 55          | 166         | 67          | —           | —           | —           | 62          | —           |                                                           | Joanne               |
| 2020                                                                          | Sour Candy (con le Blackpink)     | 33          | 8           | 18          | 62          | 11          | 46          | 12          | 46          | 30          | 17          | - AUS: Oro - CAN: Oro - NZL: Oro - UK: Argento - USA: Oro | Chromatica           |
| "—" indica una pubblicazione non classificata o non pubblicata in quel paese. |                                   |             |             |             |             |             |             |             |             |             |             |                                                           |                      |

## Altri brani entrati in classifica o certificati
| Anno                                                                          | Titolo                                             | Classifiche | Classifiche | Classifiche | Classifiche | Classifiche | Classifiche | Classifiche | Classifiche | Certificazioni           | Album di provenienza      |
| Anno                                                                          | Titolo                                             | USA         | AUS         | CAN         | FRA         | GER         | ITA         | NZL         | UK          | Certificazioni           | Album di provenienza      |
| ----------------------------------------------------------------------------- | -------------------------------------------------- | ----------- | ----------- | ----------- | ----------- | ----------- | ----------- | ----------- | ----------- | ------------------------ | ------------------------- |
| 2008                                                                          | The Fame                                           | —           | 73          | —           | —           | —           | —           | —           | —           |                          | The Fame                  |
| 2008                                                                          | Starstruck (con Space Cowboy e Flo Rida)           | 107         | —           | 74          | —           | —           | —           | —           | 191         | - USA: Platino           | The Fame                  |
| 2008                                                                          | Big Girl Now (New Kids on the Block con Lady Gaga) | —           | —           | 84          | —           | —           | —           | —           | —           |                          | The Block                 |
| 2008                                                                          | Boys Boys Boys                                     | —           | —           | —           | —           | —           | —           | —           | —           | - USA: Oro               | The Fame                  |
| 2009                                                                          | Monster                                            | 112         | 80          | —           | —           | —           | —           | 29          | 68          | - USA: Oro - NZL: Oro    | The Fame Monster          |
| 2009                                                                          | Speechless                                         | 94          | —           | 67          | —           | —           | —           | —           | 88          | - USA: Oro               | The Fame Monster          |
| 2009                                                                          | So Happy I Could Die                               | —           | —           | —           | —           | —           | —           | —           | 84          |                          | The Fame Monster          |
| 2009                                                                          | Teeth                                              | —           | —           | —           | —           | —           | —           | —           | 107         |                          | The Fame Monster          |
| 2010                                                                          | Poker Face/Speechless/Your Song (con Elton John)   | —           | —           | 94          | —           | —           | —           | —           | —           |                          | /                         |
| 2011                                                                          | Scheiße                                            | 111         | —           | —           | —           | —           | —           | —           | 136         |                          | Born This Way             |
| 2011                                                                          | Black Jesus + Amen Fashion                         | —           | —           | —           | —           | —           | —           | —           | 172         |                          | Born This Way             |
| 2011                                                                          | Fashion of His Love                                | —           | —           | —           | —           | —           | —           | —           | 140         |                          | Born This Way             |
| 2011                                                                          | The Queen                                          | —           | —           | —           | —           | —           | —           | —           | 150         |                          | Born This Way             |
| 2011                                                                          | White Christmas (Live)                             | —           | —           | —           | —           | —           | —           | —           | 87          |                          | A Very Gaga Holiday       |
| 2013                                                                          | Artpop                                             | —           | —           | —           | 185         | —           | —           | —           | —           |                          | Artpop                    |
| 2016                                                                          | Diamond Heart                                      | —           | —           | —           | —           | —           | —           | —           | 155         |                          | Joanne                    |
| 2016                                                                          | John Wayne                                         | —           | —           | —           | —           | —           | —           | —           | 180         |                          | Joanne                    |
| 2016                                                                          | Dancin' in Circles                                 | —           | —           | —           | —           | —           | —           | —           | 186         |                          | Joanne                    |
| 2016                                                                          | Angel Down                                         | —           | —           | —           | —           | —           | —           | —           | 152         |                          | Joanne                    |
| 2018                                                                          | Look What I Found                                  | 95          | —           | —           | —           | —           | —           | —           | —           | - NZL: Oro - UK: Argento | A Star Is Born Soundtrack |
| 2018                                                                          | Is That Alright?                                   | 63          | 96          | 85          | —           | —           | 85          | —           | 40          | - NZL: Oro - UK: Argento | A Star Is Born Soundtrack |
| 2020                                                                          | Chromatica I                                       | 125         | —           | —           | —           | —           | —           | —           | —           |                          | Chromatica                |
| 2020                                                                          | Alice                                              | 84          | 59          | 78          | 112         | —           | 84          | —           | 29          |                          | Chromatica                |
| 2020                                                                          | Free Woman                                         | 102         | 75          | 80          | 143         | —           | —           | —           | —           |                          | Chromatica                |
| 2020                                                                          | Fun Tonight                                        | 111         | 91          | —           | 199         | —           | —           | —           | —           |                          | Chromatica                |
| 2020                                                                          | Plastic Doll                                       | 117         | —           | —           | —           | —           | —           | —           | —           |                          | Chromatica                |
| 2020                                                                          | Enigma                                             | 115         | —           | —           | —           | —           | —           | —           | —           |                          | Chromatica                |
| 2020                                                                          | Replay                                             | 121         | —           | —           | —           | —           | —           | —           | —           |                          | Chromatica                |
| 2020                                                                          | Sine from Above (con Elton John)                   | 116         | 93          | —           | 200         | —           | —           | —           | —           |                          | Chromatica                |
| 2025                                                                          | Garden of Eden                                     | 52          | —           | 43          | 82          | 92          | —           | —           | 23          |                          | Mayhem                    |
| 2025                                                                          | Perfect Celebrity                                  | 81          | —           | 76          | 126         | —           | —           | —           | —           |                          | Mayhem                    |
| 2025                                                                          | Vanish Into You                                    | 61          | —           | 53          | 91          | —           | —           | —           | —           |                          | Mayhem                    |
| 2025                                                                          | Killah (feat. Gesaffelstein)                       | 93          | —           | 87          | 194         | —           | —           | —           | —           |                          | Mayhem                    |
| 2025                                                                          | Zombieboy                                          | 85          | —           | 85          | 141         | —           | —           | —           | —           |                          | Mayhem                    |
| 2025                                                                          | LoveDrug                                           | 95          | —           | 88          | 183         | —           | —           | —           | —           |                          | Mayhem                    |
| 2025                                                                          | How Bad Do U Want Me                               | 69          | —           | 55          | 153         | —           | —           | —           | —           |                          | Mayhem                    |
| 2025                                                                          | Don't Call Tonight                                 | 106         | —           | —           | —           | —           | —           | —           | —           |                          | Mayhem                    |
| 2025                                                                          | Shadow of a Man                                    | 102         | —           | 91          | 164         | —           | —           | —           | —           |                          | Mayhem                    |
| 2025                                                                          | The Beast                                          | 122         | —           | —           | —           | —           | —           | —           | —           |                          | Mayhem                    |
| "—" indica una pubblicazione non classificata o non pubblicata in quel paese. |                                                    |             |             |             |             |             |             |             |             |                          |                           |

## Altre partecipazioni
Le canzoni che seguono non sono singoli o singoli promozionali e non sono apparsi su un album di Lady Gaga.
| Anno | Titolo                                             | Album di provenienza              |
| ---- | -------------------------------------------------- | --------------------------------- |
| 2006 | Fountain of Truth (Melle Mel con Lady Gaga)        | The Portal in the Park (bonus CD) |
| 2006 | World Family Tree (Melle Mel con Lady Gaga)        | The Portal in the Park (bonus CD) |
| 2008 | Big Girl Now (New Kids on the Block con Lady Gaga) | The Block                         |
| 2009 | Fashion                                            | I Love Shopping                   |
| 2009 | Poker Face (Live at BBC Radio 1)                   | Radio 1's Live Lounge – Volume 4  |
| 2011 | Born This Way (Starsmith Remix)                    | Songs for Japan                   |

## Videografia

### Album video
| Anno | Titolo | Classifiche | Classifiche | Classifiche | Classifiche | Classifiche | Vendite       | Certificazioni                                  |
| Anno | Titolo | USA         | AUS         | FRA         | ITA         | UK          | Vendite       | Certificazioni                                  |
| ---- | --- | ----------- | ----------- | ----------- | ----------- | ----------- | ------------- | ----------------------------------------------- |
| 2010 | The Fame Monster: Video EP - Pubblicato: 7 maggio 2010 - Etichetta: Streamline, Kon Live, Cherrytree, Interscope - Formato: download digitale                                         | —           | —           | —           | —           | —           |               |                                                 |
| 2011 | Lady Gaga Presents the Monster Ball Tour: At Madison Square Garden - Pubblicato: 21 novembre 2011 - Etichetta: Streamline, Interscope, Kon Live - Formato: DVD, BD, download digitale | 1           | 2           | 1           | 1           | 4           | - US: 26.000+ | - AUS: Platino (2) - FRA: Platino (2) - UK: Oro |
| 2015 | Cheek to Cheek Live! (con Tony Bennett) - Pubblicato: 27 gennaio 2015 - Etichetta: Universal - Formato: BD, DVD, download digitale                                                    | 1           | 4           | —           | 3           | 10          |               |                                                 |

### Video musicali
| Anno | Titolo                                    | Regista                                  |
| ---- | ----------------------------------------- | ---------------------------------------- |
| 2008 | Just Dance                                | Melina Matsoukas                         |
| 2008 | Beautiful, Dirty, Rich                    | Melina Matsoukas                         |
| 2008 | Poker Face                                | Ray Kay e Anthony Mandler                |
| 2009 | Eh Eh (Nothing Else I Can Say)            | Joseph Kahn                              |
| 2009 | LoveGame                                  | Joseph Kahn                              |
| 2009 | Paparazzi                                 | Jonas Åkerlund                           |
| 2009 | Bad Romance                               | Francis Lawrence                         |
| 2010 | Telephone                                 | Jonas Åkerlund                           |
| 2010 | Alejandro                                 | Steven Klein                             |
| 2011 | Born This Way                             | Nick Knight e Haus of Gaga               |
| 2011 | Judas                                     | Haus of Gaga                             |
| 2011 | The Edge of Glory                         | Haus of Gaga                             |
| 2011 | Yoü and I                                 | Haus of Gaga                             |
| 2011 | Marry the Night                           | Lady Gaga                                |
| 2013 | Applause                                  | Inez & Vinoodh                           |
| 2014 | G.U.Y.                                    | Haus of Gaga e Lady Gaga                 |
| 2016 | Perfect Illusion                          | Andrea Gelardin e Ruth Hogben            |
| 2016 | Million Reasons                           | Brandon Maxwell, Jessy Price e Lady Gaga |
| 2017 | John Wayne                                | Jonas Åkerlund                           |
| 2018 | Joanne (Where Do You Think You're Going?) | Ruth Hogben e Andrea Gelardin            |
| 2018 | Shallow                                   | Bradley Cooper                           |
| 2018 | Look What I Found                         | Bradley Cooper                           |
| 2018 | I'll Never Love Again                     | Bradley Cooper                           |
| 2018 | Always Remember Us This Way               | Bradley Cooper                           |
| 2020 | Stupid Love                               | Daniel Askill                            |
| 2020 | Rain on Me                                | Robert Rodriguez                         |
| 2020 | 911                                       | Tarsem Singh                             |
| 2022 | Hold My Hand                              | Joseph Kosinski                          |
| 2024 | Die With A Smile                          | Daniel Ramos e Bruno Mars                |
| 2024 | Disease                                   | Tanja Muïn'o                             |
| 2025 | Abracadabra                               | Lady Gaga, Parris Goebel e Bethany Varga |

## Altre collaborazioni
- New Kids on the Block feat. Lady Gaga - Big Girl Now – 2008
- The Midway State feat. Lady Gaga - Don't Give Up – 2009
- Michael Bolton feat. Lady Gaga - Murder My Heart – 2009
- Elton John feat. Lady Gaga - Hello, Hello – 2011
- Chic feat. Lady Gaga - I Want Your Love – 2018
- Brian Newman feat. Lady Gaga - Don't Let Me Be Misunderstood – 2018

## Canzoni scritte per altri artisti
- Full Service - New Kids on the Block - The Block – 2008
- Quicksand - Britney Spears - Circus – 2008
- Fever - Adam Lambert - For Your Entertainment – 2009
- Hypnotico - Jennifer Lopez - Love? – 2011
- Invading My Mind - Jennifer Lopez - Love? – 2011